# غيل كوبه
غيل كوبه (بالإنجليزية: Gail Kobe)‏ هي منتجة تلفزيونية وممثلة أمريكية، ولدت في 19 مارس 1929 في الولايات المتحدة، وتوفيت بنفس المكان في 1 أغسطس 2013 بسبب مرض.

## أعمال

### أفلام
- (1955) شرق عدن[3][4][5]

## ترشيحات
- جائزة إيمي النهارية لأفضل مسلسل درامي [الإنجليزية]‏، عن عمل: غايدنغ لايت (1985)

## وصلات خارجية
- غيل كوبه على موقع IMDb (الإنجليزية)
- غيل كوبه على موقع ألو سيني (الفرنسية)
- غيل كوبه على موقع أول موفي (الإنجليزية)
- غيل كوبه على موقع قاعدة بيانات الأفلام السويدية (السويدية)
- غيل كوبه على موقع قاعدة بيانات الفيلم (الإنجليزية)